# Albert Jakob
Albert Jakob (Lebensdaten unbekannt) war ein deutscher Fußballspieler.

## Karriere
Jakob gehörte dem BTuFC Britannia 1892 an, für den er in den vom Verband Berliner Ballspielvereine organisierten Meisterschaften als Stürmer die Saison 1903/04 bestritt und diese als Meister abschloss. Damit nahm er an der Endrunde um die Deutsche Meisterschaft teil und bestritt einzig das am 24. April 1904 auf dem Sportplatz Friedenau mit 6:1 gewonnene Viertelfinale über den Karlsruher FV; dabei gelang ihm mit dem Treffer zum 2:1 in der 39. Minute sein einziges Tor. Obwohl seine Mannschaft nach dem 3:1-Sieg über den SC Germania von 1887 ins Finale vordrang, blieb ihm und seiner Mannschaft der mögliche Titel Deutscher Meister verwehrt. Das am 29. Mai 1904 in Kassel vorgesehene Finale gegen den VfB Leipzig fand jedoch nicht statt. Der Karlsruher FV hatte beim DFB Protest gegen die Wertung dieser Meisterschaft eingelegt. Der DFB hatte die ausschreibungsgemäße Ansetzung der Endrundenspiele an neutralem Orte nicht eingehalten; daraufhin wurde am Vormittag das Endspiel abgesagt und die Meisterschaftsendrunde annulliert.

## Erfolge
- Teilnahme an der Endrunde um die Deutsche Meisterschaft 1904
- Berliner Meister 1904